# 嵯峨京子
嵯峨 京子（さが きょうこ、本名：新村範子、1941年1月13日 - 2014年8月11日）は、日本の元女優である。タレントの井上和香は娘である。

## 生涯
1941年（昭和16年）に京都府で生まれる。19歳の時に大映ニューフェースとして活動を始める。時代劇で活動し、1970年（昭和45年）に放送された日本怪談劇場の「四谷怪談 稲妻の巻・水草の巻」で演じたお岩役で知られる。
舞台の活動などを経て35歳で結婚して引退し、夫とともに営む割烹料理店「笹よし」で女優時代の話題を提供するなど名物女将として親しまれたが、2014年（平成26年）8月11日に膵臓癌のために73歳で死去した。

## 代表的な出演作

### テレビドラマ
| 放送年 | 放送局           | 作品名                                      | 役名           | 備考 |
| ------ | ---------------- | ------------------------------------------- | -------------- | ---- |
| 1967年 | NHK              | 大河ドラマ 三姉妹                           | 小武蔵の仲居   |      |
| 1967年 | MBS              | 江戸忍法帖                                  | 志乃           |      |
| 1967年 | TBS              | 新吾十番勝負                                | 千草（ちはや） |      |
| 1970年 | 東京12チャンネル | 日本怪談劇場「四谷怪談-稲妻の巻・水草の巻」 | お岩           |      |